# Igé, Saône-et-Loire
Igé är en kommun i departementet Saône-et-Loire i regionen Bourgogne-Franche-Comté i östra Frankrike. Kommunen ligger i kantonen Mâcon-Nord som tillhör arrondissementet Mâcon. År 2022 hade Igé 890 invånare.

## Befolkningsutveckling
Antalet invånare i kommunen Igé
| Referens: INSEE |